# ゲルデラー (小惑星)
ゲルデラー (8268 Goerdeler) は、小惑星帯にある小惑星。フライムート・ベルンゲンが、東ドイツのタウテンブルクで発見した。
ドイツの政治家、反ナチス活動家のカール・ゲルデラーに因んで名付けられた。